# Malediwy
Malediwy (maled. ‏ދިވެހިރާއްޖެ‎, Diwehi Radźdźe; ofic. Republika Malediwów, maled. ‏ދިވެހިރާއްޖޭގެ ޖުމުހޫރިއްޔާ‎, Diwehi Radźdźege Dźumhurijja) – archipelag oraz państwo wyspiarskie o tej samej nazwie, położone na Oceanie Indyjskim, ok. 500 km na południowy zachód od południowego krańca Indii.
W XVI wieku wyspami starali się zawładnąć Portugalczycy i Holendrzy. Od roku 1796 (a formalnie od 1887) stały się protektoratem brytyjskim. W 1965 roku Malediwy uzyskały niepodległość jako monarchia (sułtanat). Po trzech latach przeprowadzono referendum (w marcu 1968) i w listopadzie tegoż roku proklamowano republikę. Malediwy są krajem muzułmańskim, używają unikalnego pisma taana.

## Geografia
Archipelag to ok. 1190 wysepek osadzonych na 26 atolach koralowych narosłych na podmorskim łańcuchu wulkanicznym, ciągnącym się przez 820 km z północy na południe i 120 km ze wschodu na zachód, 202 z tych wysepek jest zamieszkanych. Łączna powierzchnia lądowa archipelagu to 298 km², mieszkańców 396 tys. (stan na rok 2009), co daje zagęszczenie 1321 os./km². Na Malediwach występuje klimat równikowy wybitnie wilgotny, i dlatego jego średnia roczna suma opadów atmosferycznych wynosi 2130 mm a średnia roczna temperatura powietrza 27 °C.
Stolica Malediwów – Male, gdzie mieszka nieco ponad 1/4 ludności, jest jedynym ośrodkiem miejskim w kraju.
Najwyższy punkt leży zaledwie dwa metry ponad powierzchnią poziomu morza. To najniższy spośród najwyższych punktów poszczególnych państw świata. Siłą rzeczy Malediwy są zagrożone całkowitym zalaniem. Dlatego państwo to od lat zwraca się do największych i najpotężniejszych krajów świata o pomoc w ograniczaniu efektu cieplarnianego.

## Ustrój polityczny
Państwo jest republiką. Głową państwa i szefem rządu jest prezydent wybierany w wyborach powszechnych na 5 lat.
Władzę ustawodawczą sprawuje, składający się z 48 członków, parlament (Madżlis) o kadencji 5 letniej.

## Podział administracyjny
Malediwy składają się z 26 naturalnych atoli, które podzielone są na 21 jednostek administracyjnych: 20 atoli administracyjnych i miasto stołeczne Male.
Każdy z atoli administrowany jest przez naczelnika nominowanego przez prezydenta państwa.

## Gospodarka
Gospodarka Malediwów oparta jest głównie na turystyce (28% produktu krajowego brutto w 2008 roku), i rybołówstwie (tuńczyk). Rolnictwo to uprawa głównie palmy kokosowej, drzewa chlebowego i bananów. Przemysł jest bardzo słabo rozwinięty.

### Transport drogowy
Na Malediwach obowiązuje ruch lewostronny. Łącznie na archipelagu jest 88 km dróg, z czego na atolu: Male 60 km, Laamu 14 km i Addu 14 km.

### Problem odpadów
Na początku lat 90. rząd w Male był zmuszony pilnie rozwiązać problem lawinowo rosnącej masy śmieci produkowanej przez rozwijający się przemysł turystyczny. Postanowiono, że wysypisko powstanie na sztucznie usypanej, „śmieciowej wyspie” Thilafushi. Pierwszy transport trafił na nią 7 stycznia 1992. Średnio trafiało tam 300 ton śmieci dziennie. Większość odpadków pochodziła z ośrodków turystycznych położonych w innych częściach archipelagu. Odpady nie są sortowane. Dlatego na Thilafushi są też substancje niebezpieczne dla środowiska, m.in. metale ciężkie i azbest.

### Turystyka
W 2015 roku kraj ten odwiedziło 1,234 mln turystów (2,4% więcej niż w roku poprzednim), generując dla niego przychody na poziomie 2,567 mld dolarów.

#### Informacje turystyczne
Pogoda: od grudnia do kwietnia – słonecznie i bezdeszczowo. Między majem i listopadem jest nadal ciepło, lecz niebo jest często zachmurzone i występują częste opady deszczu.
Najprościej dostać się na Malediwy drogą lotniczą. Wiele połączeń oferuje Wielka Brytania.
- Male – stolica Malediwów, ma zaledwie ok. kilometra szerokości oraz dwa kilometry długości. Oficjalnie w Male mieszka ok. 65 000 ludzi. Jest czystym miastem z wieloma meczetami, rynkami oraz labiryntem uliczek.
- Hithadhoo – drugie pod względem wielkości miasto Malediwów, zarazem z jednym ze znanych kurortów wypoczynkowych.
- Fuamulaku – samotna wyspa położona dokładnie na równiku. Jest wyjątkowo urodzajna, rosną tutaj ananasy, pomarańcze oraz mango.
- Kudahuvadhoo – wyspa w południowej części Atolu Nilandhoo. Znajduje się tutaj kilka niezbadanych jeszcze przez archeologów ruin buddyjskich świątyń.
- Kurorty – jest ich ponad 70. Prawie wszyscy turyści przyjeżdżają tutaj, dla lagunowych plaż pokrytych białym piaskiem oraz licznych palm, a także raf koralowych. Rafy Malediwów stanowią 3,14% raf koralowych na świecie – to siódmy największy światowy system raf. Tworzy je 258 różnych gatunków korali, które dają schronienie ponad 700 gatunkom ryb i innych zwierząt[7]. W wodach wokół Malediwów żyją m.in. rekiny wielorybie i siedem innych mniejszych gatunków rekinów, dwa gatunki delfinów, orki, manty, dwa gatunki żółwi.

## Religia
Na Malediwach zgodnie z konstytucją religią państwową jest islam, na podstawie tego zapisu rząd wymaga, aby wszyscy obywatele byli muzułmanami, co prowadzi do oskarżenia o instytucjonalne prześladowania nie-muzułmanów i byłych muzułmanów, którzy mieszkają w kraju. Prezydent oraz członkowie rządu muszą być sunnitami. Chrześcijańska działalność misyjna w tym kraju jest zabroniona. Obcokrajowcy mogą wyznawać inną religię, pod warunkiem, że praktykują ją wyłącznie w swoich domach lub pokojach hotelowych.
Struktura religijna kraju w 2010 roku według Pew Research Center:
- Islam: 98,4%
- Buddyzm: 0,6%
- Chrześcijaństwo: 0,4%  Zobacz więcej w artykule Świadkowie Jehowy w krajach Azji, w sekcji Świadkowie Jehowy na Malediwach.
- Hinduizm: 0,3%
- Pozostali: 0,3%